# تاکاسا
سبالتر (به انگلیسی: Takasa) گروه موسیقی سوئیسی است.
آن ها در مسابقه آواز یوروویژن ۲۰۱۳ نماینده سوئیس بودند. 